# Elacatinus evelynae
Elacatinus evelynae  (лат.) — вид мелких морских рыб из семейства бычковых (Gobiidae), распространённый в коралловых рифах Багамских островов, Малых Антильских островов и северной части Южной Америки. 
Тело вытянутое, торпедообразное, длиной в среднем 3 см (максимальная длина 4 см). Как и другие виды в роде Elacatinus, вид выполняет роль, связанную с чисткой других рыб от паразитов. Рыбы обитают на так называемых «станциях очистки» на возвышенных мадрепоровых кораллах из родов Colpophyllia, Diplora и Montastrea на глубине до 30 метров и живут там в одиночку, в парах или в больших группах до 30 особей, часто также с видом Elacatinus genie, который также чистит рыб. Вероятно, рыбы питаются исключительно паразитическими мелкими ракообразными, которых они снимают с кожи своих «клиентов». Активные днём рыбы прячутся в ночное время в свои коралловые убежища.
Рыб разводят в коммерческих целях для морских аквариумов.